# CD34
CD34 (cluster of differentiation) je transmembránový protein kódovaný genem CD34 u lidí, myší, potkanů a dalších druhů.
CD34 byl poprvé popsán na hematopoetických kmenových buňkách jako buněčný povrchový glykoprotein, který slouží k buněčné adhezi. Může také zprostředkovat adhezi hematopoetických kmenových buněk k extracelulární matrix kostní dřeně nebo přímo k buňkám stromatu. V klinické medicíně je molekula CD34 důležitá pro transplantaci kostní dřeně. CD34 ve skutečnosti není jen na kmenových buňkách, nachází i na mnoha jiných typech buněk.

## Funkce
Protein CD34 je členem rodiny single pass transmembránových mucinů, které jsou exprimovány na hematopoetických progenitorových buňkách, vaskulárních endothelových progenitorech a také na embryonálních fibroblastech. O jeho přesné funkci se však ví jen málo. CD34 je také důležitou adhezní molekulou a je nezbytný pro vstup T buněk do lymfatických uzlin. Molekula CD34 je exprimována na endotelu lymfatických uzlin, zatímco jeho ligand, L-selektin, je exprimován na T buňkách. Naopak v jiné studii bylo zjištěno, že CD34 může působit jako molekulární "teflon" a blokovat tak adhezi prekurzorů žírných buněk, eosinofilů a dendritických buněk. U myšího modelu, bylo demonstrováno, že se CD34 podílí na vzniku aorty během embryonálního vývoje. Další studie na myších modelech ukazují, že CD34 může také hrát roli v migraci eozinofilů a prekurzorů dendritických buněk závislé na chemokinech.

## Interakce
Typický ligand stále není zavedený, ale ukázalo se, že CD34 interaguje se selektiny, které jsou důležité při zánětech a při migraci.

## Tkáňová distribuce
CD34 je převážně považován za marker hematopoetických kmenových buněk a hematopoetických progenitorových buněk. Nicméně CD34 je také zaveden jako marker několika dalších nehematopoetických typů buněk, včetně vaskulárních endoteliálních progenitorů a embryonálních fibroblastů. CD34 je exprimován ale i řadou dalších nehematopoetických buněčných typů včetně svalových satelitních buněk, rohovkových keratocytů, intersticiálních buněk, epiteliálních progenitorů a vaskulárních endoteliálních progenitorů. V mnoha případech CD34+ buňky představují malou část celkové buněčné populace se zvýšenou progenitorovou aktivitou.

## Klinické využití
CD34 slouží jako marker v onkologii. V nádorech se CD34 nachází u akutní myeloidní leukemie, akutní lymfoblastické leukemie, sarkomů. Jako prognostický marker slouží u rakoviny hlavy a krku (příznivé riziko) a rakoviny ledvin (nepříznivé riziko).
CD34 se často používá klinicky ke kvantifikaci počtu hematopoetických kmenových buněk při transplantaci hematopoetických kmenových buněk z krve. CD34+ buňky mohou být izolovány z krevních vzorků pomocí imunomagnetických technik a použity pro transplantace. U pacientů s myelodysplastickým syndromem bylo zjištěno, že pacienti s CD34+ transplantátem měli nižší riziko relapsu a nižší míru onemocnění štěpu proti hostiteli.
Injekce CD34+ hematopoetických kmenových buněk byla klinicky aplikována k léčbě různých onemocnění, například u cirhózy jater nebo onemocnění periferních cév.